# Keilir
Der Keilir (378 m) ist ein vulkanischer Berg im Südwesten Islands auf der Halbinsel Reykjanes.

## Name
Der Name bedeutet zu Deutsch der Kegel.

## Lage
Der erloschene Vulkan befindet sich auf der Halbinsel Reykjanes etwa auf halbem Weg zwischen Hafnarfjörður und Keflavík. Er liegt nördlich der ziemlich geschlossenen Bergkette auf der Nordseite der Halbinsel und hebt sich durch seine vorgeschobene Stellung so deutlich von dieser und durch seine Höhe von den umgebenden flachen Schildvulkanen und Lavafeldern ab, dass er geradezu als Wahrzeichen der Halbinsel gelten kann. Man erkennt ihn von weitem, an schönen Tagen selbst von der Südküste der Halbinsel Snæfellsnes, die auf der anderen Seite der Faxaflói-Bucht liegt.

## Vulkanismus
Es handelt sich um einen Palagonitkegel, der durch einen oder mehrere Ausbrüche an derselben Ausbruchsstelle unter einem Eiszeitgletscher entstanden ist. Teile des Berges bestehen auch aus Kissenlaven.
Der Vulkan gehört zum heute noch aktiven Vulkansystem der Trölladyngja, das auch Krýsuvík-Vulkansystem genannt wird. Zu Beginn des Jahres 2021 wurde vermutet, dass es zu einem Ausbruch in der Nähe des Keilir kommen könnte. Dieser Ausbruch begann dann am 19. März 2021 etwas südwestlich vom Keilir, in der Nähe des Berges Fagradalsfjall.

## Historische Beschreibung
Als Ina von Grumbkow im Jahre 1908 nach ihrem im See Öskjuvatn verschollenen Verlobten forschen wollte und daher nach Island kam, stieg sie u. a. auf den Keilir und fertigte Zeichnungen vom Berg an. Später bildete die Besteigung ein Kapitel ihres Buches Isafold.

## Wandern am Berg
Es gibt einen mit Keilir beschilderten Abzweig von der Straße nach Keflavík, und man kann das Auto bei Höskuldarvellir parken. Man geht nach Süden in Richtung des langgezogenen Rückens Oddafell und biegt dann nach Westen ab.

### Fotos und Videos
- Photo Keilir. In: isafold.de, Islandtour 2001.
- Fred Schalk: Mountain Keilir and Reykjanes peninsula, Iceland. In: flickr.com.

### Andere
- Mt. Keilir. In: nat.is. (englisch).